# Żeleznodorożnyj (obwód moskiewski)
Żeleznodorożnyj (ros. Железнодорожный) – część miasta Bałaszycha w Rosji, w obwodzie moskiewskim położona 21 km na wschód od Moskwy. Do 2015 roku samodzielne miasto.
Już w XVI wieku istniało na terenie obecnego miasta kilka wsi, lecz powstanie miasta możliwe było dopiero wraz z budową linii kolejowej do Niżnego Nowogrodu w latach 1858–1862. W roku 1861 powstała tu stacja kolejowa i w 1877 była tu wieś, a od 1951 miasto.

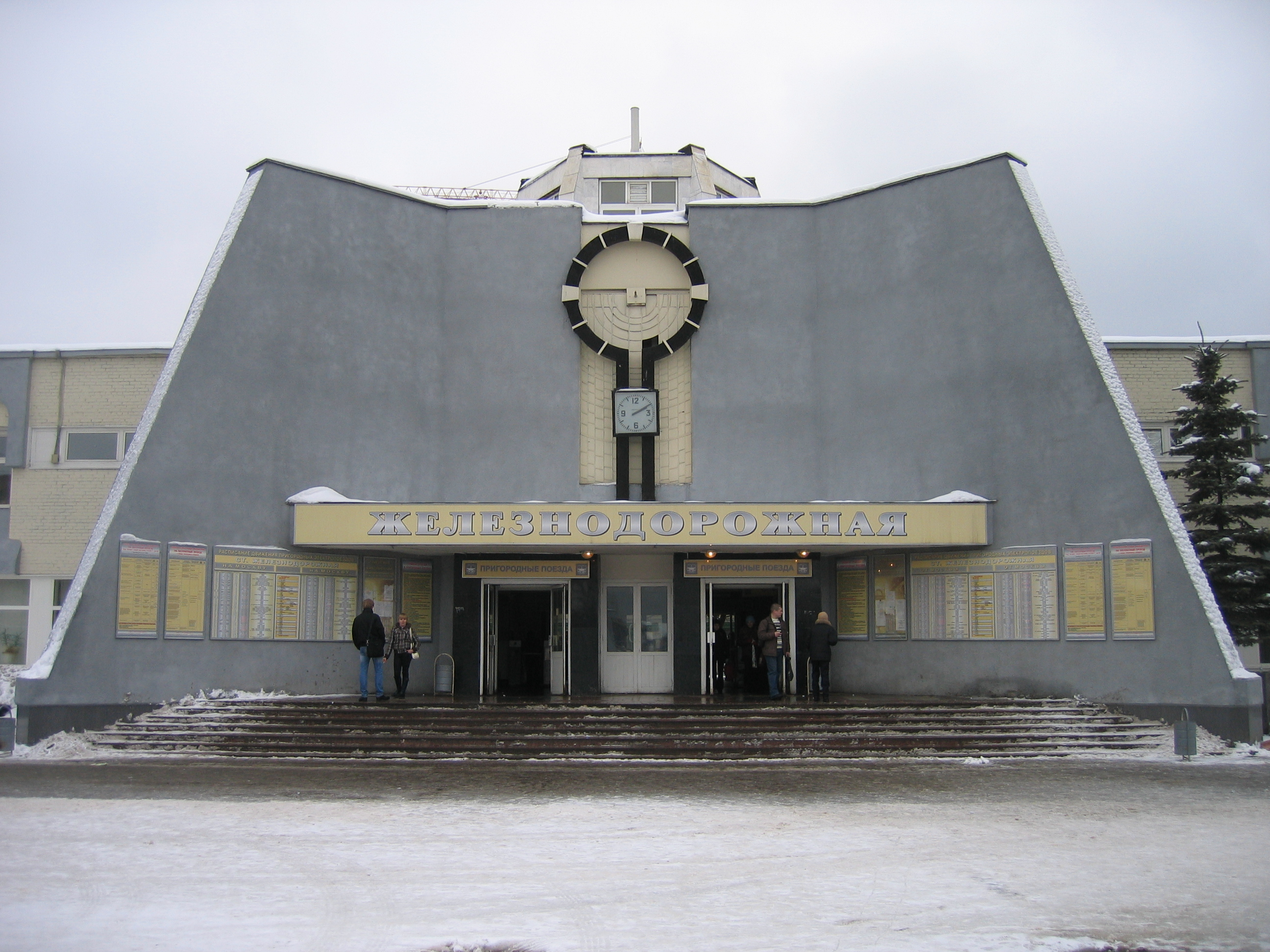
Dworzec kolejowy (wybudowany w latach 90. XX w.)
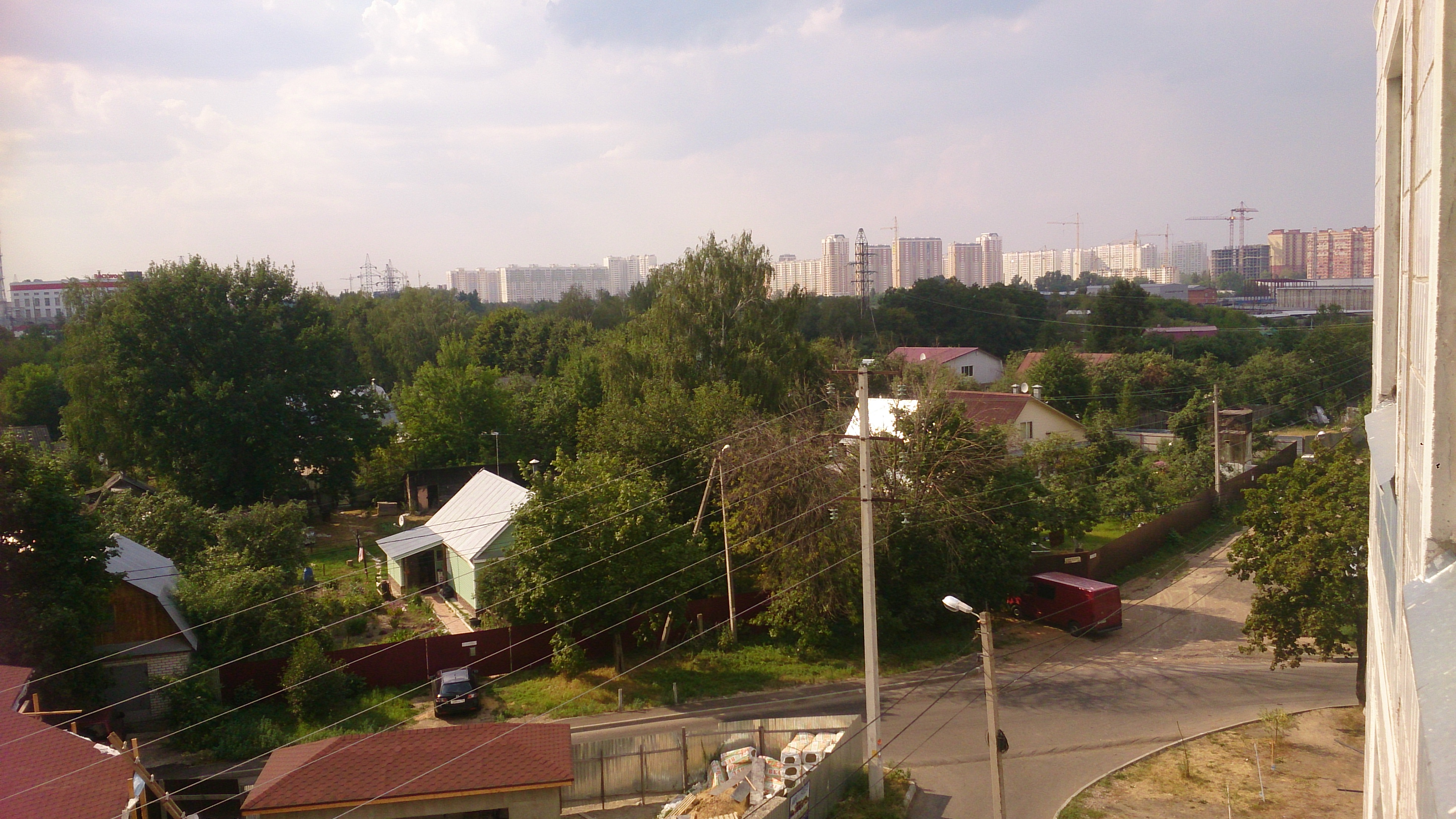
Dzielnica Mieszkaniowa Sawwino
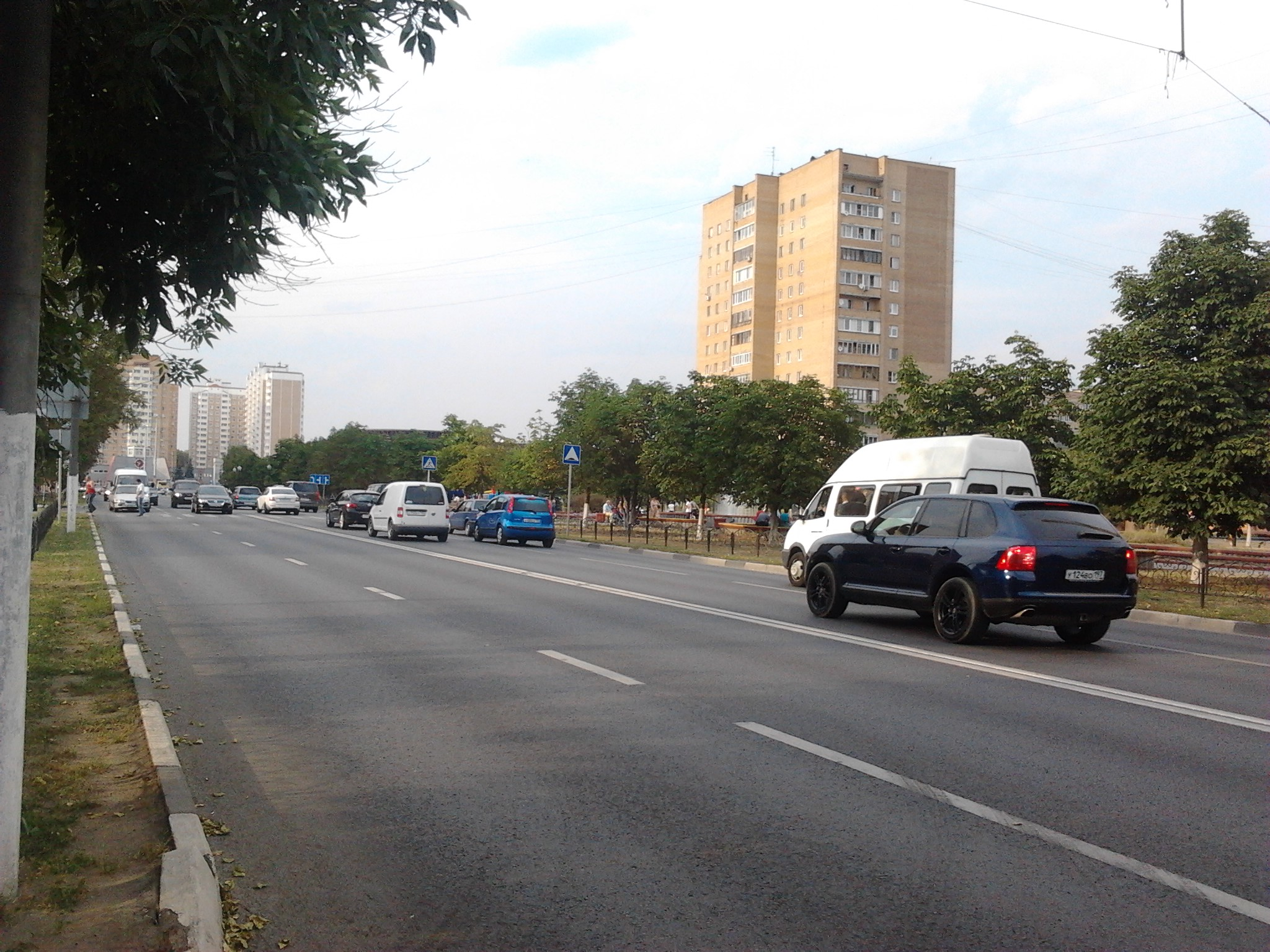
Ulica w centrum miasta (Sierpień 2014 r.)